# Lanternarius sinuosus
Lanternarius sinuosus är en skalbaggsart som beskrevs av José Fernando Pacheco 1964. Lanternarius sinuosus ingår i släktet Lanternarius och familjen strandgrävbaggar. Inga underarter finns listade i Catalogue of Life.